# 屈性

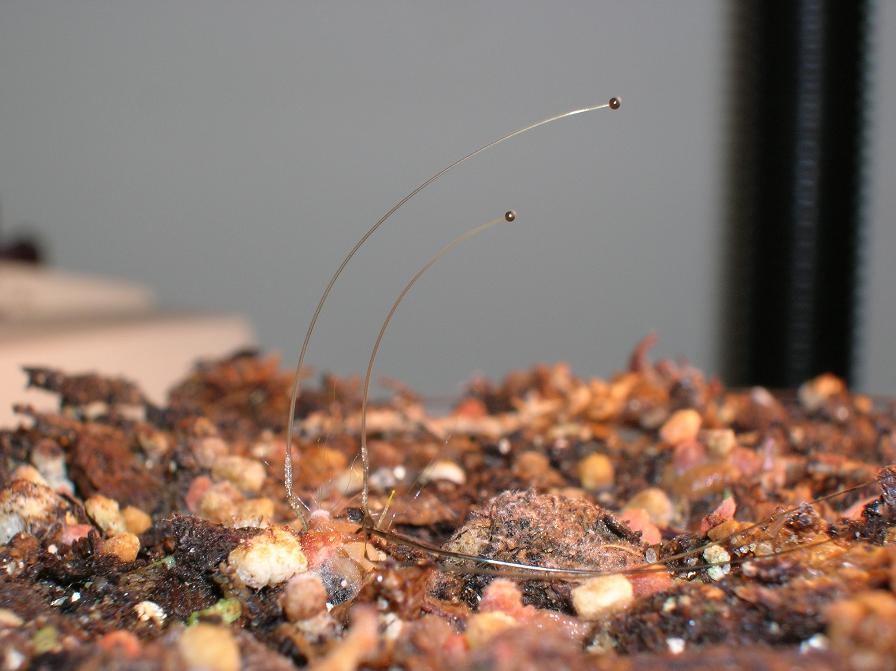
真菌類のヒゲカビ。屈光性を示す。

屈性（くっせい、英語: tropism）は、生物が外部刺激に応じて成長運動や旋回運動を示す生物学的現象である。普通は植物についていう。傾性とは異なり、屈性は刺激の方向に依存する反応である。英語名はギリシア語の「曲がること、変化すること」（英: trope）に由来する。

## 分類
応じる刺激によって屈性を分類する。
- 化学屈性 : 化学物質
- 重力屈性、重力向性 : 重力[注釈 1]
  - 横地性（側面重力屈性）の例に側枝（アスパラガス Asparagus plumosus）、葉（エゾヘビイチゴ、ニオイスミレ）、根茎（ミズタマソウ、ゴリンバナ）がある[1]。
- 水分屈性 : 湿気、水
- 向日性 : 太陽光
- 光屈性 : 光
  - 1880年にダーウィン親子によりイネ科植物の光屈性に関する発表が出されて以来[要出典]、多く[誰?]の研究がされ、植物ホルモンであるオーキシンが中心的な役割を果たすと考えられている[注釈 2]。
- 温度屈性 : 温度
- 接触屈性 : 接触

## 感染の指向性
ウイルスや病原体では宿主指向性 (host tropism) や細胞指向性 (cell tropism) という感染傾向がある。ここでは特定の宿主種や細胞型に対して選択的に展開し標的を絞る傾向という意味で〈指向性〉を用いる。